# Jonathan Franzen
Jonathan Franzen (n. 17 august 1959, Western Springs⁠(d), Cook County, Illinois, SUA) este un eseist și romancier american.

## Viață timpurie și educație
Franzen s-a născut într-una din suburbiile orașului Chicago, Illinois, a crescut în Webster Groves, unul din orașele componente ale zonei metropolitane a orașului Saint Louis, capitala statului Missouri și a studiat la Swarthmore College.  Fiind deținătorul unei burse en  Fulbright, Franzen a studiat în Germania, la Freie Universität Berlin, fără însă a-și lua diploma.  Jonathan Frazen locuiește în Upper East Side a New York City, fiind un scriitor al revistei The New Yorker. 

## Consacrare literară
În 1988 a debutat prin publicarea romanului de debut The Twenty-Seventh City, iar în 1992 a publicat Strong Motion. Pentru cel de-al treilea roman, The Corrections, care a devenit un succes senzațional, a obținut în 2001 premiul National Book Award. 
Cunoscuta revistă The New Yorker, al cărui colaborator a devenit între timp, îl consideră ca unul din cei Douăzeci de scriitori ai secolului 21 (conform originalului "Twenty Writers for the 21st Century"). 

## Opera

### Romane
- The Twenty-Seventh City, 1984
  - Ion Crețu (traducător): Al 27-lea oraș, Polirom, Iași, 2004
- Strong Motion, Farrar, Straus and Giroux, New York 1992
- The Corrections, Farrar, Straus and Giroux, New York, 2001 
  - Cornelia Bucur (traducătoare): Corecțiile, Polirom, Iași, 2017. ISBN: 978-973-46-6569-3
- Freedom (roman), Farrar, Straus and Giroux, 2010. ISBN 0374158460
  - Daniela Rogobete (traducătoare): Libertate, Polirom, Iași, 2018. ISBN: 978-973-46-7617-0
- Purity (novel), Farrar, Straus and Giroux, 2015. ISBN: 978-0-374-23921-3.
  - Iulia Gorzo (traducătoare): Puritate, Polirom, Iași, 2020. ISBN: 978-973-46-8055-9
- Crossroads (roman), Farrar, Straus and Giroux, New York 2021, ISBN 	978-0-374-18117-8.

### Non-fiction
- 2002 -- How to Be Alone (eseuri), în română, Cum să fii singur
- 2006 -- The Discomfort Zone (memorialistică), în română, Zona de disconfort

### Interviuri
- en  Interviu cu Donald Antrim de la revista Bomb Magazine
- en  Interviu luat de Laura Miller Arhivat în 27 septembrie 2007, la Wayback Machine. de la web site-ul Salon.com, 7 septembrie 2001
- en  Interviu cu Dave Weich Arhivat în 5 septembrie 2007, la Wayback Machine. de la web site-ul Powells.com, 4 octombrie 2001
- en  Interviu luat de Todd Leopold Arhivat în 23 ianuarie 2009, la Wayback Machine. de la CNN.com, 18 octombrie 2001
- en  Interview cu Bernadette Conrad de la Die Zeit, la SighAndSign.com Arhivat în 2 februarie 2011, la Wayback Machine., 4 august 2005